# Smolenskaja (stacja metra na linii Arbatsko-Pokrowskaja)
Smolenskaja (ros. Смоленская) – stacja moskiewskiego metra linii Arbacko-Pokrowskiej (kod 043). Powstała jako stacja głęboka, zastępując pobliską płytką stacją o tej samej nazwie linii Filowskiej (z którą nie ma obecnie połączenia). Wyjścia prowadzą na plac Smoleński i ulicę Arbat.

## Konstrukcja i wystrój
Jednopoziomowa stacja typu pylonowego z trzema komorami i jednym peronem. Motywem przewodnim wystroju jest zwycięstwo narodu rosyjskiego nad najeźdźcami. Kwadratowe pylony obłożono białym marmurem, a wszystkie cztery rogi upodobniono do żłobkowanych kolumn. Na bokach w środkowej nawie przymocowano kinkiety, pozostałe oświetlenie przy suficie zostało ukryte. Podłogi wyłożono szarym granitem. Ściany nad torami pokryto białymi płytkami ceramicznymi i czarnymi poniżej płaszczyzny peronu. Na końcu głównej nawy znajduje się płaskorzeźba przedstawiająca obrońców ojczyzny. Koło schodów ruchomych umieszczono fryzy z Orderem Zwycięstwa i mozaikę ku chwale rosyjskiej potęgi militarnej. 